# Euxoa candida
Euxoa candida là một loài bướm đêm trong họ Noctuidae.